# Rui Domingues
Rui José Vilaça Domingues (ur. 15 kwietnia 1964) – portugalski judoka. Olimpijczyk z Barcelony 1992, gdzie zajął 22. miejsce wadze lekkiej.
Uczestnik mistrzostw świata w 1989 i 1991. Startował w Pucharze Świata w 1991 i 1992 roku. Uczestnik turniejów.

## Letnie Igrzyska Olimpijskie 1992
| Konkurencja | Eliminacje             | Klas. końcowa |
| Konkurencja | Przeciwnik I           | Miejsce       |
| ----------- | ---------------------- | ------------- |
| 71 kg       | Shi Chengsheng (CHN) P | 22.           |